# Filipe Albuquerque
Filipe Albuquerque, född den 13 juni 1985 i Coimbra i Portugal, är en portugisiskisk racerförare.

## Racingkarriär
Albuquerque inledde sin formelbilskarriär 2005, då han blev sexa i Spanska formel 3, femma i Formula Renault 2.0 Eurocup och trea i Formula Renault 2.0 Germany. 2006 vann han Formula Renault 2.0 Eurocup, och dessutom Formula Renault 2.0 NEC. Han fick därefter chansen i Formula Renault 3.5 Series, där han gjorde en riktigt bra säsong och slutade fyra efter att ha vunnit ett race på Hungaroring. Han hoppade även in i GP2. Han hade inga sponsorpengar att fortsätta satsningen på Formula Renault 3.5, men han räddades av chansen att köra i A1 Team Portugal i A1GP, för vilka han tog stallets första seger 2008 i Chengdu.